# 長崎県庁舎
長崎県庁舎（ながさきけんちょうしゃ）は広域自治体である長崎県の行政機関（長崎県庁）が入居する建物。

## 概要
長く長崎市江戸町に所在していたが、長崎駅横（港側）の旧長崎魚市跡地に新庁舎が完成。2018年（平成30年）1月に新庁舎へ移転し、業務を開始した。2019年度グッドデザイン賞受賞。

## 歴史
- 1873年（明治6年）

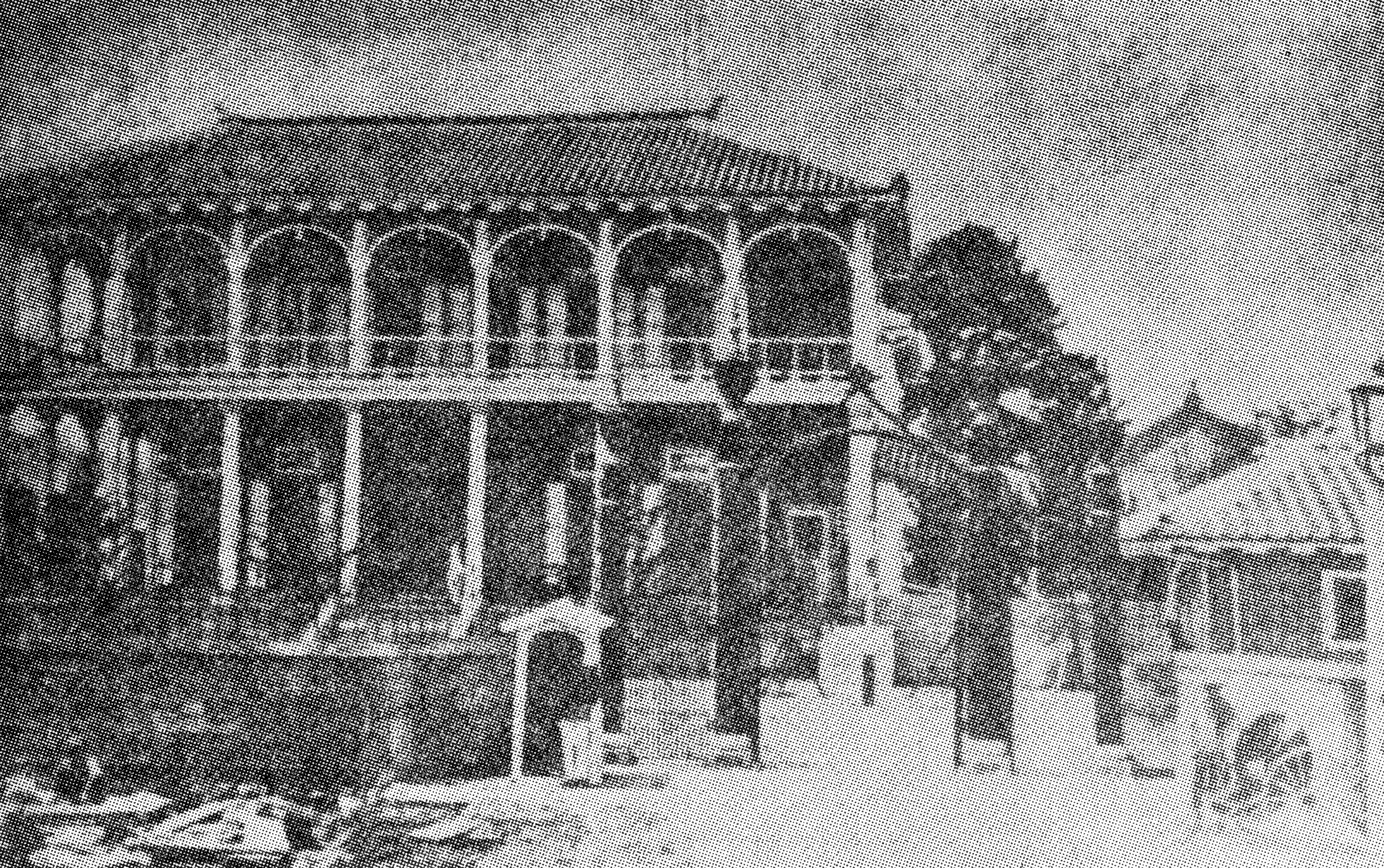
1874年竣工の長崎県庁舎

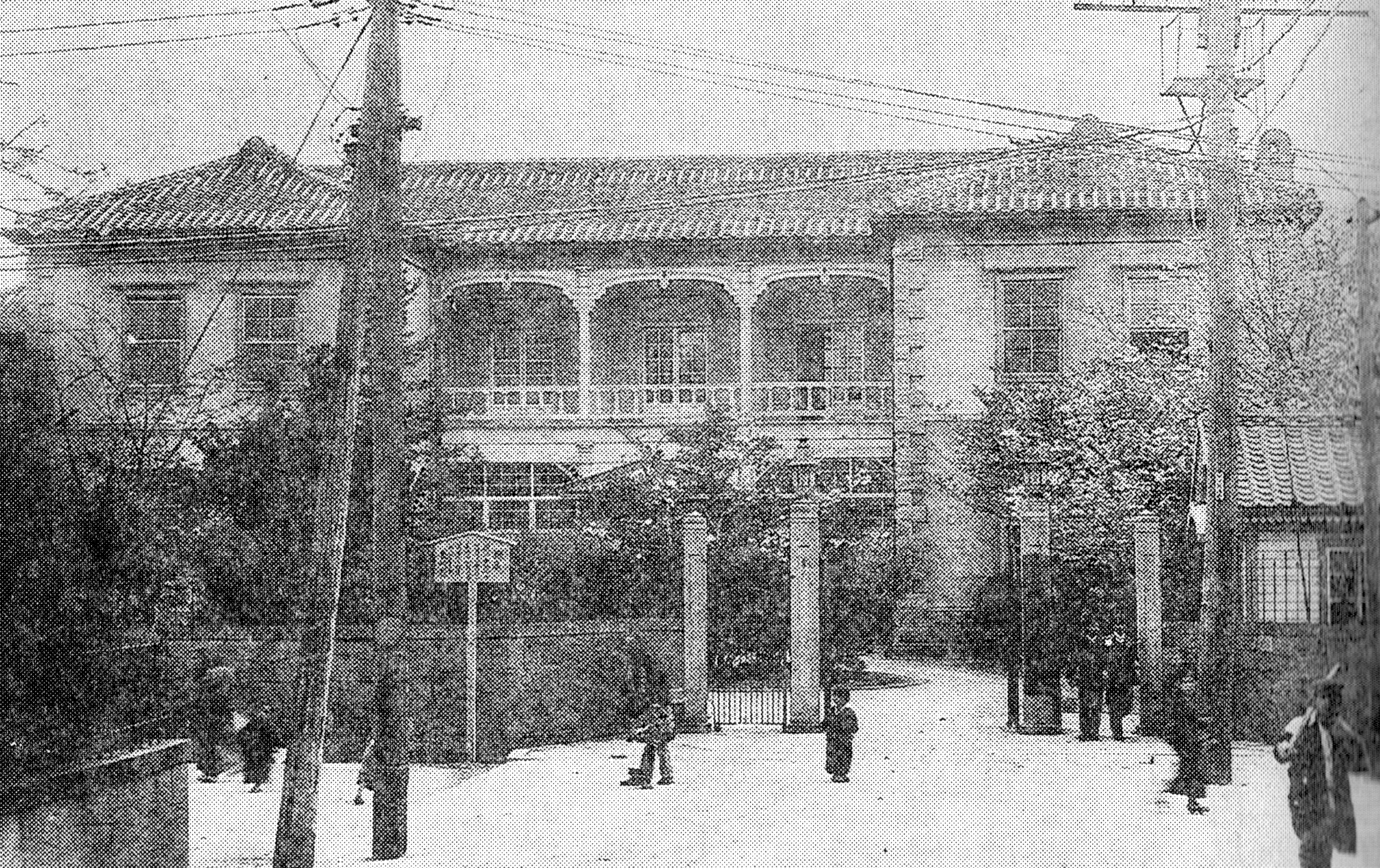
1876年竣工の長崎県庁舎

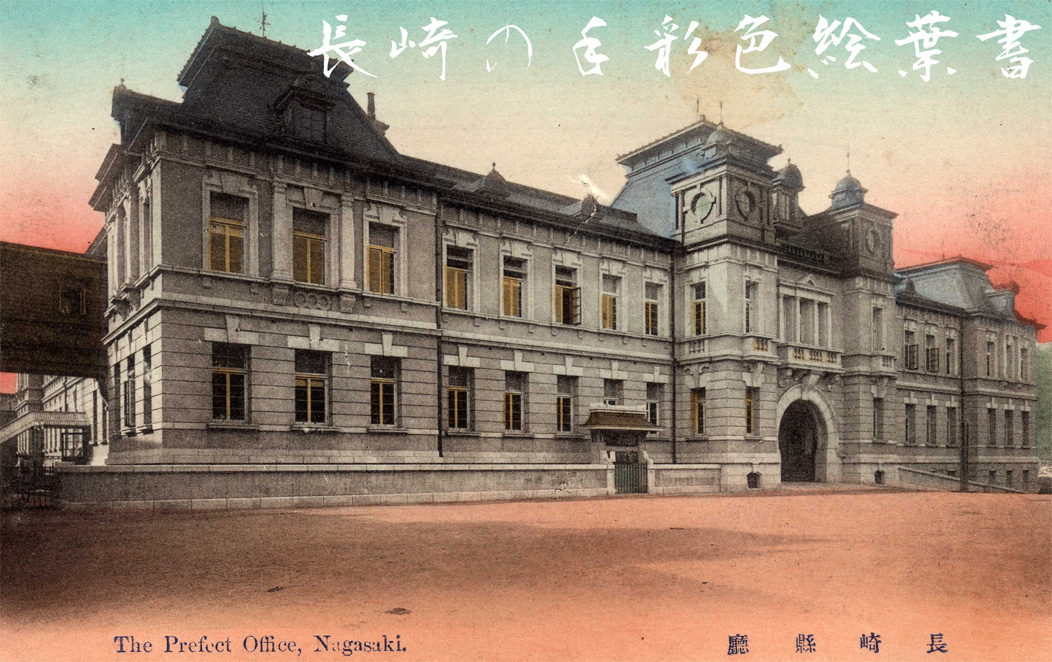
1911年竣工の長崎県庁舎

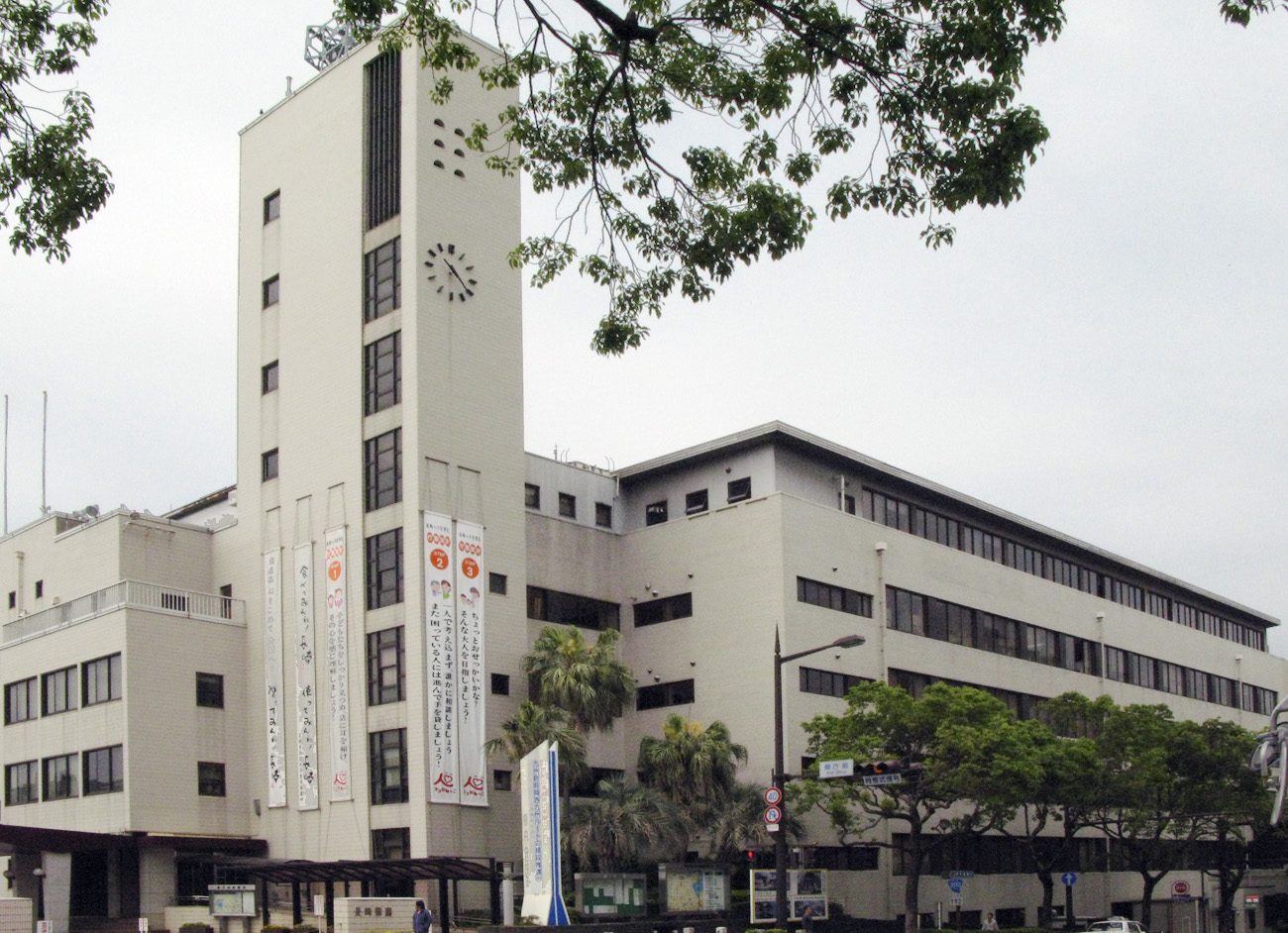
1953年竣工の長崎県庁舎（本館）

  - 6月15日 - 県庁舎（旧・長崎奉行所立山役所[注釈 1]）と広運学校の土地建物を交換して、県庁舎を新築することとなる。
  - 10月1日 - 県庁舎建設のため、仮庁舎を萬歳町（現・万才町）の高木邸に設ける。
- 1874年（明治7年）
  - 7月28日 - 現在地に洋風木造2階建ての新庁舎が完成。
  - 8月21日 - 台風が長崎を通過し、風速60mの暴風により、新築したばかりの庁舎が全壊。勝山小学校の1室に仮庁舎を設置。
- 1876年（明治9年）12月29日 - 庁舎を再建。木造2階建て4棟が完成。2階はベランダがある洋風建築。
- 1878年（明治11年）3月17日 - 初めての長崎県会（以下・県会）臨時会が、桶屋町の光永寺を仮議場として開催[注釈 2]。
- 1881年（明治14年）10月 - 諏訪公園内（現・長崎県立長崎図書館の位置）に交親館[注釈 3]（県会議事院 兼 外賓接待所）が完成。
- 1882年（明治15年）3月 - 県会による交親館の使用を開始。
- 1910年（明治43年）12月1日 - 外浦町に県会議事院が改築落成し、同日開催の通常県会から供用を開始。ルネサンス様式の煉瓦造建築2階建てで、設計は山田七五郎。
- 1911年（明治44年）
  - 4月25日 - 外浦町に新県庁舎が完成。ルネサンス様式の煉瓦造建築3階建てで、設計は県会議事院と同じく山田七五郎による。
  - 5月15日 - 県庁舎および県会議事院の落成式を挙行。
  - 5月25日 - 仮庁舎の交親館から移転し開庁。

- 1945年（昭和20年）
  - 3月 - 立山防空壕が建設され、県防空本部が置かれる。（実質上県庁機能が移る）
  - 8月9日 - 原爆投下により県会議事院は全壊、県庁舎は投下後の火災で全焼した。
- 1947年（昭和22年）
  - 3月12日 - 立山町に木造2階建ての県庁仮庁舎が完成。
  - 3月14日 - 勝山国民学校と長崎県立長崎高等女学校の仮事務所から移転を完了。
- 1951年（昭和26年）2月20日 - 旧本館起工式。
- 1953年（昭和28年）
  - 3月31日 - 旧本館が竣工。工費約4億円（当時）、鉄筋コンクリート造地上5階建てで延べ床面積14,500m2。
  - 5月18日 - 立山の庁舎からの移転完了。
- 1954年（昭和29年）12月 - 県警察本部庁舎竣工。
- 1963年（昭和38年）8月 - 本館6階部分を増築。本館の延べ床面積は17,082m2になる。
- 1967年（昭和42年）7月 - 第1別館竣工。
- 1968年（昭和43年）- 隣接する旧長崎警察署を第3別館とする。
- 1995年（平成7年）4月- 新別館竣工。
- 1996年（平成8年）2月 - 長崎県議会に県庁舎特別委員会が設置される。
- 1997年（平成9年）9月 - 高田勇知事が県庁舎の移転新築と、移転予定地を長崎市尾上町の長崎魚市跡地と表明。
- 2004年（平成16年）10月 - 本館と第1別館の耐震診断調査を実施、震度6強の地震で倒壊する可能性が指摘される。
- 2007年（平成19年）
  - 11月 - 県庁内に県庁舎整備検討委員会が発足。
  - 12月 - 長崎県議会で金子原二郎知事が県庁舎改築について市役所との合築も選択肢として検討すると答弁。田上富久長崎市長は慎重な姿勢を示す。
- 2008年（平成20年）
  - 2月20日 - 県庁舎整備検討委員会が魚市跡地への移転新築方針を正式に決定。建築費451億円と試算、2015年度完成を見込む。
  - 7月12日 - 県内の各種団体代表者、有識者、首長等からなる県庁舎整備懇話会の第1回会合が開催される。
- 2009年（平成21年）2月6日 - 県庁舎整備懇話会、魚市跡地への移転が適当であるとする提言をまとめ金子知事に提出[2]。
- 2011年（平成23年）1月12日 -県議会県庁舎整備特別委員会が委員長報告を行う。県の基本構想案を一部修正の上改築及び魚市跡地移転を妥当とした意見書採択[3]。
  - 2月1日 - 県庁が「長崎県庁舎整備基本構想」を策定、中村法道知事が発表[4]。
  - 3月16日 - 東日本大震災を受けて県議会県庁舎整備特別委員会が改築及び移転に関する安全性の再確認を行う。
  - 3月18日 - 新県庁舎設計費等を盛り込んだ平成23年度（2011年度）予算案が県議会で可決される。
- 2012年（平成24年）7月 - 県庁舎基本設計方針策定[5]。
- 2013年（平成25年）1月30日 - 県庁舎行政棟・議会棟の基本設計を公表[6]
- 2014年（平成26年）3月28日 - 県庁舎行政棟・議会棟・駐車場棟の実施設計を公表[7]。
- 2015年（平成27年）1月31日 - 新庁舎・起工式[8]。
- 2018年（平成30年）1月4日 - 新庁舎・竣工式[9]。

## その他の庁舎

### 第2別館
- 建物：鉄筋コンクリート造、地上3階、地下1階建て。

### 第3別館

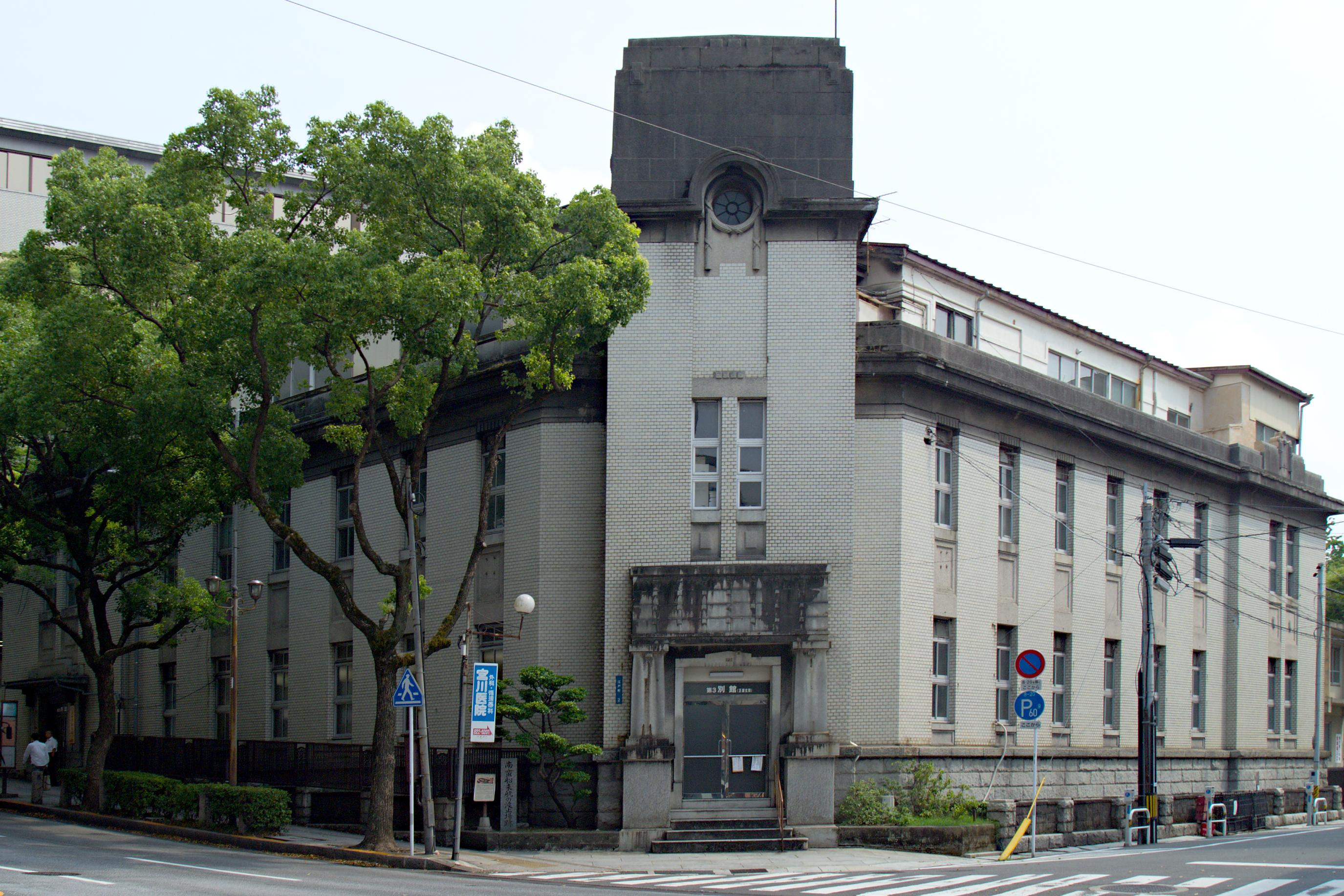
第3別館

- 建物：鉄筋コンクリート造、地上3階、地下1階建て。
  - 1923年（大正12年）竣工で被爆建造物[10]。1968年（昭和43年）までは長崎警察署として利用されていた。

### 県警察本部
- 位置：長崎市万才町4番8号
- 建物：鉄筋コンクリート造、地上6階建て。

### 新別館
- 建物：鉄筋コンクリート造、地上9階、地下2階建て。

## 移転改築計画
1994年（平成6年）、既に竣工以来40年を経ていた県庁舎の改築について検討するための県庁舎建設委員会を県庁内に設置、同時に外部委員を交えた県庁舎建設懇話会を立ち上げた。1996年（平成8年）2月には県議会に「県庁舎建設特別委員会」が設置され、翌年2月に委員長報告が行われた中で新長崎漁港へ移転後の長崎魚市跡地を建設候補地とする意見が多くを占めた。同年9月には当時の高田勇知事が県議会において魚市跡地への移転を表明したものの、財政事情等から一時進展は停滞する。
その後2004年（平成16年）、耐震診断調査が行われた結果震度6強の地震発生時に倒壊の可能性があることが指摘されたことから改築・移転に関する論議が活発化した。県側が魚市跡地への移転新築を進める一方、現県庁舎周辺等の自治会・商店街は現在地での改築あるいは現庁舎の再整備を求める声が上がった。
2008年（平成20年）7月には「県庁舎整備懇話会」が発足。県内各地での意見聴取等を経て翌年2月に長崎魚市跡地への移転を妥当とする提言が金子原二郎知事へ提出される。その後、県議会に設置された「県庁舎整備特別委員会」での審議を経て2011年（平成23年）1月に長崎魚市跡地への速やかな移転着手を求める意見書が賛成多数で可決され、同地への移転がほぼ決定した。
2011年（平成23年）3月に発生した東日本大震災での津波被害から長崎港に面する魚市跡地の安全性について疑問が出たものの、県側は災害対策を強化した上で同地への移転を引き続き推進、県議会も特別委員会での再確認後に設計費を含む予算を可決した。「長崎県庁舎移転と街づくりを考える市民の会」は安全性や巨額（2008年時点での試算で約451億円）の費用、現庁舎に連なる地元商店街への影響を訴え計画凍結を求め署名活動を展開したが大きな動きとならないまま、2012年（平成24年）12月中に行政棟・議会棟の基本設計が完了し翌年1月30日に発表されている。

### 県庁舎跡地
県庁舎跡地の利用について埋蔵文化財調査をし県内外からの意見を集約し検討している。跡地には文化芸術ホールの建設を計画していたが発掘調査で江戸時代の石垣等が発見された事により別の場所が検討されている。
2020年（令和2年）の5月と9月、跡地の発掘調査で江戸時代の長崎奉行所の石垣跡や町屋の跡等が見つかった。

## 新庁舎の概要
- 計画地 長崎市尾上町
- 敷地面積 39,182平方メートル
- 建物概要[18]
  - 行政棟 - 地上8階、鉄筋コンクリート造　建築面積10,588平方メートル、延べ床面積46,565平方メートル、高さ（最上部）39.96m
  - 議会棟 - 地上5階、鉄筋コンクリート造　建築面積1,939平方メートル、延べ床面積6,699平方メートル、高さ（最上部）27.75m
  - 駐車場棟 - 地上3階、鉄筋コンクリート造　建築面積4,832平方メートル、延べ床面積11,639平方メートル、高さ（最上部）10.32m　駐車台数352台
  - 警察棟 - 地上8階、鉄筋コンクリート造　建築面積4,206平方メートル、延べ床面積21,734平方メートル、高さ（最上部）35.46m
- 費用（見込み） - 423億円（建設工事費366億円、設計監理費15億円、関連経費42億円）：県庁舎建設整備基金・国庫補助金・地方債を充当予定。
- 設計
  - 行政棟・議会棟ほか - 日建・松林・池田特定建設関連業務委託共同企業体[19]

現在の長崎県庁新別館には長崎振興局が入居する予定である。

## 周辺施設
※には県庁の一部部署が入居している。
- 国道202号
- 国道324号
- 長崎電気軌道　長崎駅前電停・五島町電停
- JR九州長崎駅
- アミュプラザ長崎
- 夢彩都
- 旭大橋
- 出島
- 長崎地方裁判所・長崎家庭裁判所
- 長崎地方検察庁
- 文明堂総本店
- 長崎国際テレビ本社
- NHK長崎放送局本社
- 日本生命長崎ビル※
- 第一森谷ビル※
- 第二森谷ビル※
- 江戸町センタービル※
- 長崎県大波止ビル※

## その他
- 現在旧県庁舎本館が建っている場所には長崎開港後に被昇天のサンタ・マリア教会がイエズス会によって建てられ、同会の日本における本部も置かれていた。禁教令により教会が破壊された後には、長崎奉行所の役所が置かれた。